# Sint-Lambertuskerk (Hendrieken)

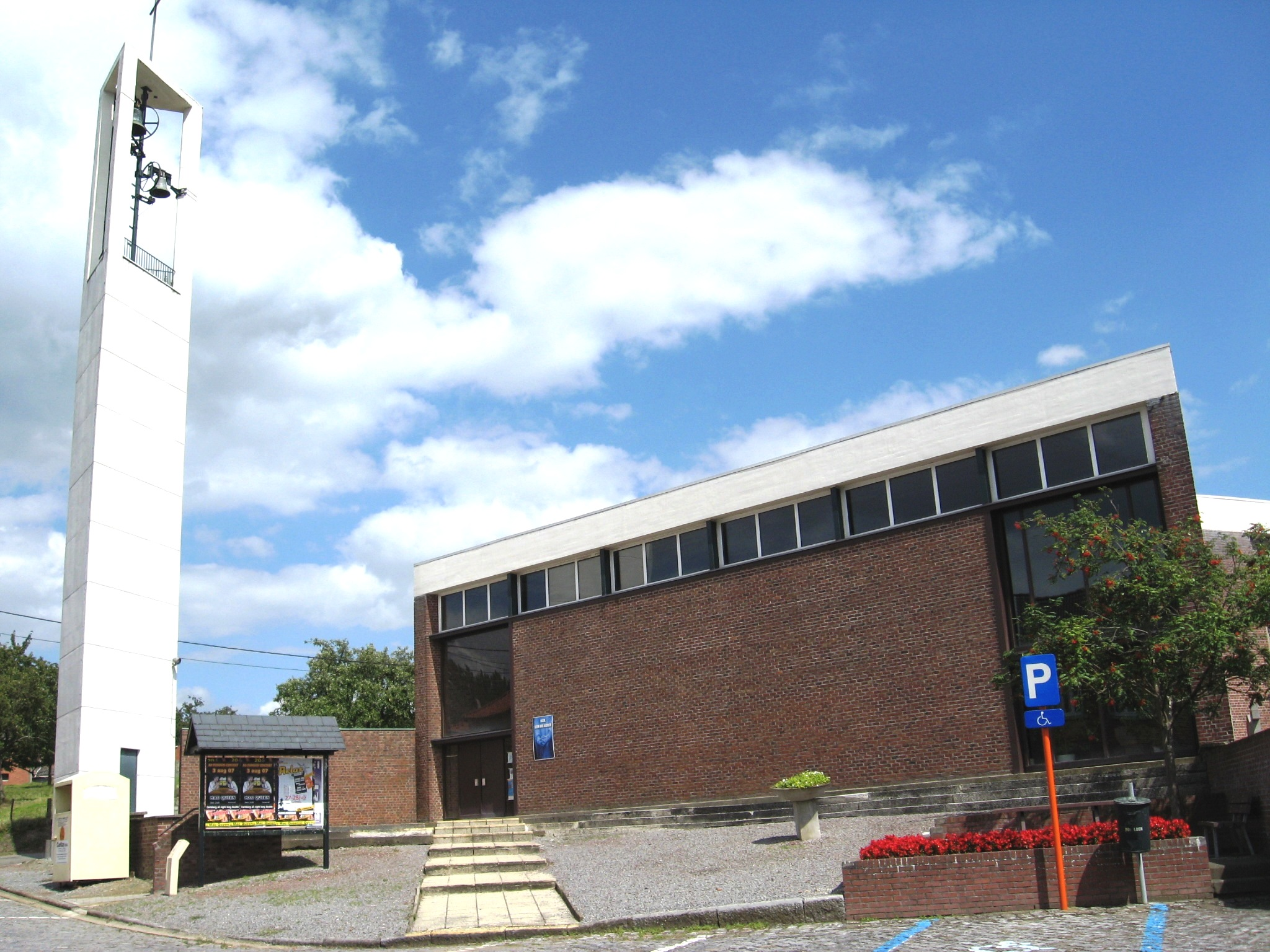
Sint-Lambertuskerk

De Sint-Lambertuskerk is de parochiekerk van Hendrieken, gelegen aan de Lambertusstraat.
Oorspronkelijk stond hier een 12e-eeuws kerkje, waar in de 17e eeuw een nieuw koor aan werd gebouwd en waaraan ook in de 18e eeuw nog verbouwingen hebben plaatsgevonden.
In 1964 werd een nieuwe kerk gebouwd in modernistische stijl, ontworpen door Adolf Nivelle. De kerk is gebouwd in schoon metselwerk en betonnen dakconstructie. De kerk heeft een trapeziumvormige plattegrond en vóór het kerkgebouw staat een betonnen klokkentoren met driehoekig grondvlak en opengewerkte klokkenverdieping.
Het interieur oogt sober. De kerkmeubelen zijn voornamelijk uit de jaren 60 van de 20e eeuw. Wel is er nog een gepolychromeerd houten Sint-Lambertusbeeld wat gedateerd wordt omstreeks 1525 en wordt toegeschreven aan de Meester van de Luikse Calvarie.
In de noordelijke buitenmuur werden drie 17e-eeuwse grafstenen ingemetseld. Ze dragen de namen van Conrardus de Voordt, Edmondt van Voordt en diens echtgenote Catharine van Hulsbergh, welke begraven werden op de begraafplaats van het oude kerkje.